# 1792.
◄ | 17. stoljeće | 18. stoljeće | 19. stoljeće | ►
◄ | 1760-ih | 1770-ih | 1780-ih | 1790-ih | 1800-ih | 1810-ih | 1820-ih | ►
◄◄ | ◄ | 1789. | 1790. | 1791. | 1792. | 1793. | 1794. | 1795. | ► | ►►
Arhitektura • Astronomija • Biologija • Glazba • Kazalište • Kemija • Kiparstvo • Knjige • Književnost • Kršćanstvo • Medicina • Politika • Pravo • Promet • Slikarstvo • Šport • Znanost

## Događaji
- 20. ožujka: Francusko nacionalno vijeće dozvoljava korištenje giljotine.
- 20. travnja: Koalicijski ratovi – Francusko nacionalno vijeće kreće u rat protiv monarhije austrije, prusije i Piemont-sardinije.
- 26. travnja: Lopov Nicolas Jacques Pelletier je prvi čovjek koji je kažnjen giljotinom.
- 17. svibnja: SAD: Osniva se burza u New Yorku.
- 1. lipnja: Kentucky postaje 15. država SAD-a.
- 21. rujna: Francuska. Odluka o razrješavanju monarhije. Francuska postaje republika.
- 22. rujna: Francuska. Označavanje „Année Première“, godine broj jedan republike.
- Danska. Zabrana prodaje robova.

## Rođenja
- 12. siječnja – Johan August Arfwedson, švedski kemičar i otkrivač litija († 1841.)
- 7. veljače – Laurent-Pierre de Jussieu – francuski pisac, geolog i pedagog († 1866.)
- 29. veljače – Gioacchino Rossini, talijanski skladatelj († 1868.)

## Smrti
- 23. veljače – Joshua Reynolds, engleski slikar (* 1723.)
- 1. ožujka – Leopold II., car Svetog rimskog carstva i kralj Ugarske i Češke (* 1747.)
- 12. prosinca – Denis Fonvizin, ruski književnik (* 1745.)

## Vanjske poveznice
|  | Zajednički poslužitelj ima još gradiva o temi 1792. |